# دیگو گاویلان
دیگو گاویلان (انگلیسی: Diego Gavilán؛ زادهٔ ۱ مارس ۱۹۸۰) یک بازیکن فوتبال اهل پاراگوئه است.
وی همچنین در تیم ملی فوتبال پاراگوئه بازی کرده‌است.